# Rio Xambrê
O rio Xambrê é um curso de água que banha o estado do Paraná.
1. ↑  «ANÁLISE DA PLUVIOSIDADE NA ESCALA MENSAL E SAZONAL NA BACIA DO RIO XAMBRÊ–PR» (PDF). 2010. Consultado em 8 de setembro de 2024